# Engelberg
Engelberg (pol. Anielska Góra) – gmina polityczna i miejscowość w środkowej Szwajcarii, w kantonie Obwalden. Położona w Alpach, na wysokości 556–3 238 m n.p.m. (centrum gminy na 1 015 m n.p.m.), u podnóża Titlis (3 238 m n.p.m.), poniżej lodowca Titlisgletscher, pokrywającego północne zbocze tej góry. Zamieszkały przez 4 230 osób (31 grudnia 2021), z czego 27,1% stanowili cudzoziemcy (głównie Niemcy i Portugalczycy).

## Osoby

### związane z gminą
- Dominique Gisin - mistrzyni olimpijska w narciarstwie alpejskim, mieszka tutaj
- Michelle Gisin - mistrzyni olimpijska w narciarstwie alpejskim, mieszka tutaj

## Sport
Popularny ośrodek sportów zimowych i turystyki alpejskiej. Znajduje się tu skocznia narciarska Gross-Titlis-Schanze, na której co roku odbywają się konkursy Pucharu Świata. Engelberg był organizatorem Mistrzostw Świata w Narciarstwie Alpejskim 1938, a wraz z Rovaniemi  zorganizował też nieoficjalne Mistrzostwa Świata w Narciarstwie Klasycznym 1984. Miejscowy klub narciarski SC Engelberg (założony w 1903 r.) prowadzi sekcję skoków narciarskich oraz narciarstwa alpejskiego.

## Transport
Przez teren gminy przebiega droga główna nr 374. 

## Galeria

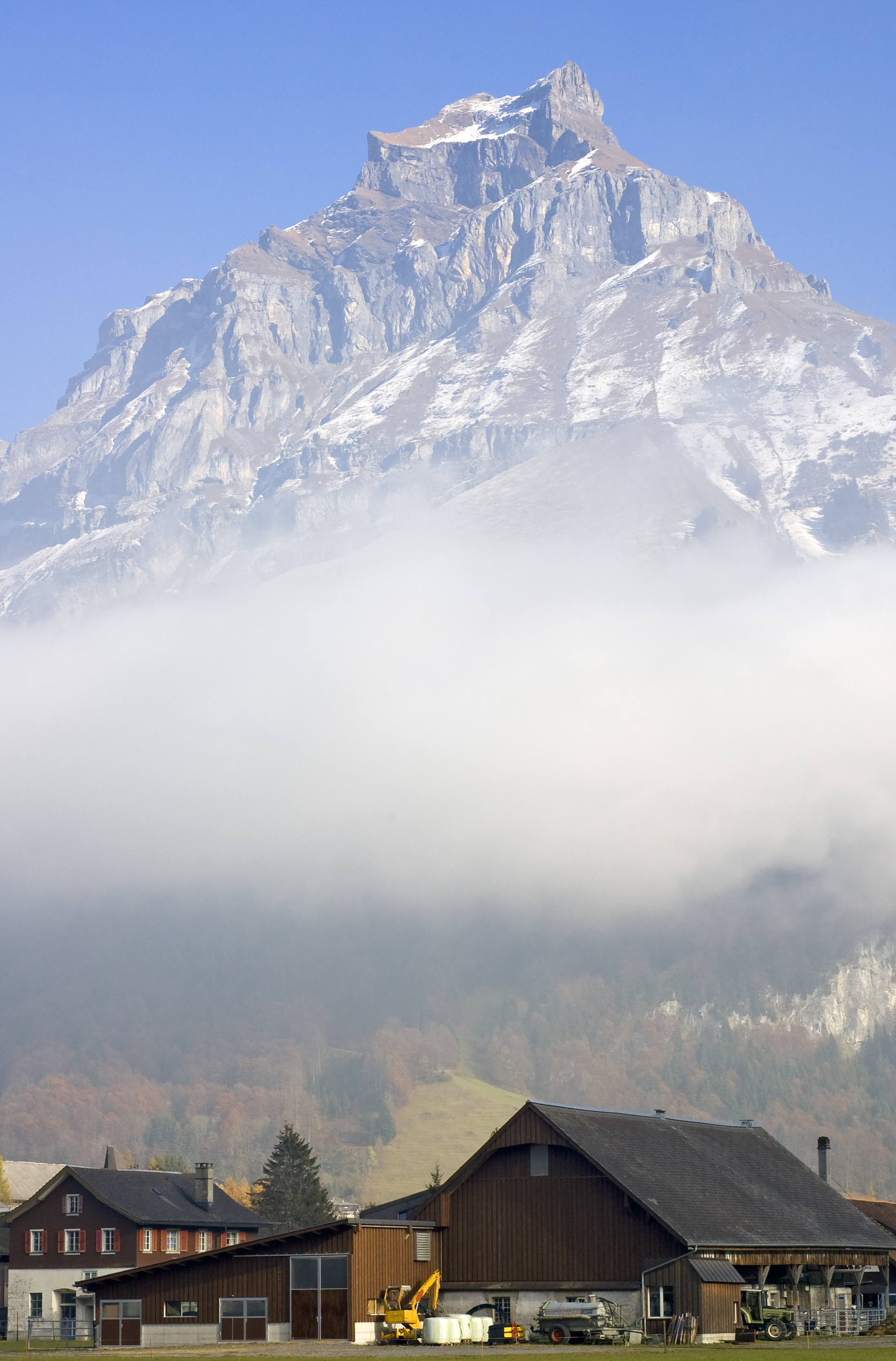
Widok z Engelberga na Hahnen (2 602 m n.p.m.)
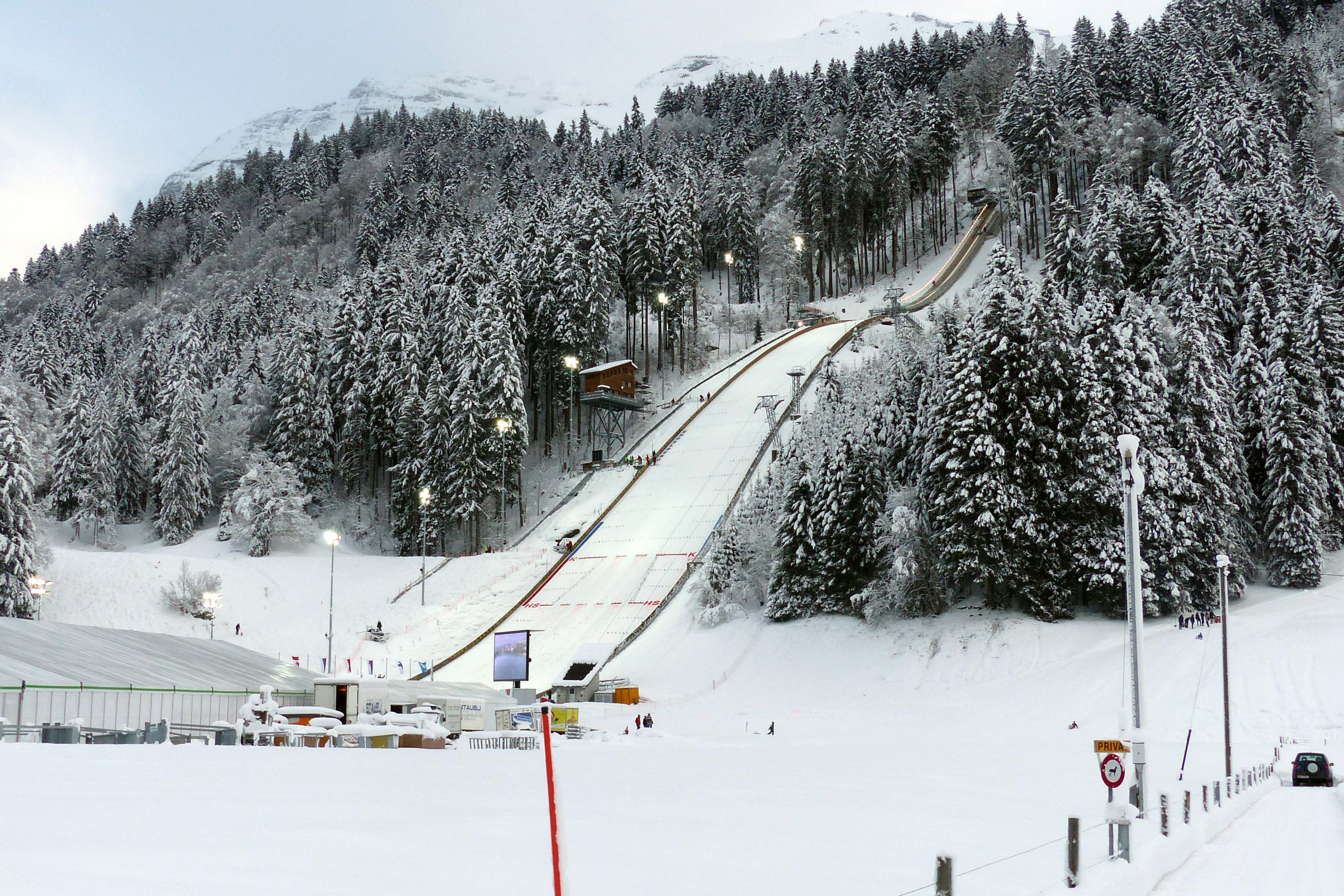
Gross-Titlis-Schanze
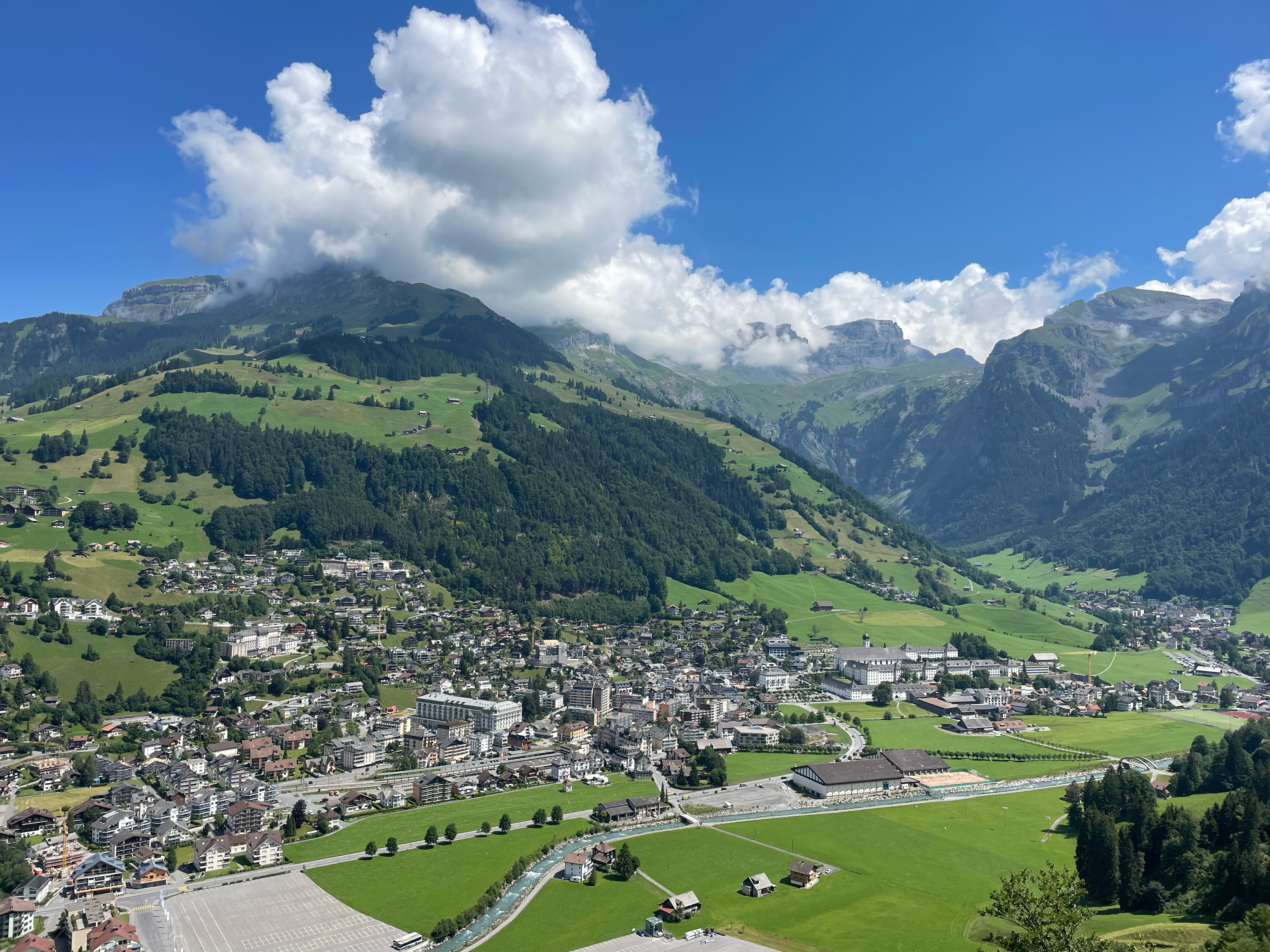
Engelberg w 2022 r.